# Bataille des Lofoten
 (signalé en mai 2025).
Si vous disposez d'ouvrages ou d'articles de référence ou si vous connaissez des sites web de qualité traitant du thème abordé ici, merci de compléter l'article en donnant les références utiles à sa vérifiabilité et en les liant à la section « Notes et références ».
- Archive Wikiwix
- Bing
- Cairn
- DuckDuckGo
- E. Universalis
- Gallica
- Google
- G. Books
- G. News
- G. Scholar
- Persée
- Qwant
- (zh) Baidu
- (ru) Yandex
- (wd) trouver des œuvres sur Wikidata

Seconde Guerre mondiale

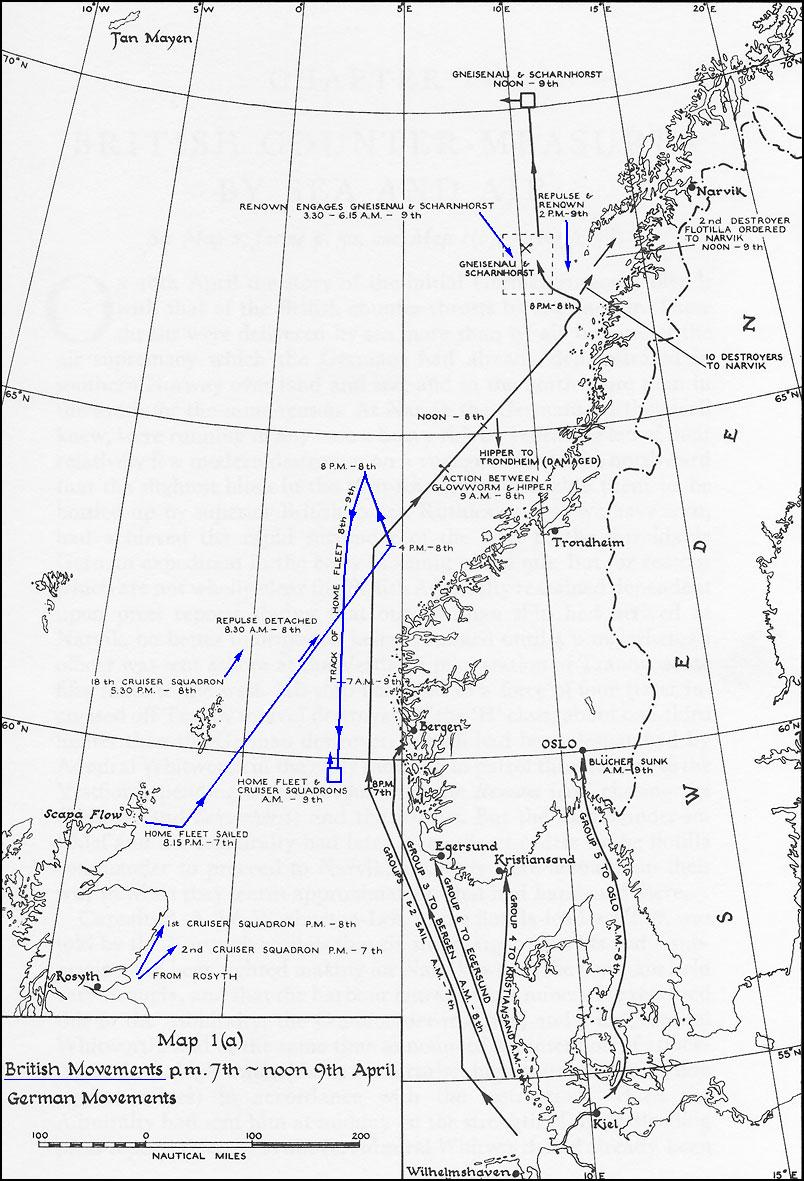
Mouvements des navires allemands et britanniques entre le 7 et le 9 avril 1940.

La bataille des Lofoten est une bataille navale entre la Kriegsmarine et la Royal Navy lors de la Seconde Guerre mondiale à proximité de la côte sud des Lofoten en Norvège. Une escadre allemande, sous les ordres du vice-amiral Günther Lütjens et constituée par les cuirassés Scharnhorst et Gneisenau, rencontre et engage une escadre britannique sous les ordres de l'amiral Sir William Whitworth, constituée du croiseur de bataille HMS Renown et de dix destroyers. Après un court engagement, le Gneisenau subit quelques dégâts modérés et se retire.

## Contexte
L'invasion allemande de la Norvège, l'opération Weserübung, démarre le 9 avril 1940. Dans le but de prévenir une attaque britannique, la Kriegsmarine envoie préventivement une force sous les ordres du vice-amiral Günther Lütjens pour protéger les transports de troupes jusqu'à Narvik. L'escadre allemande est composée du Scharnhorst, du Gneisenau, du croiseur lourd Admiral Hipper et de dix destroyers. D'après leurs services de renseignements, les Britanniques pensent que les Allemands rassemblent une flotte importante. Ainsi, une force britannique est envoyée sous les ordres de l'amiral Sir William Whitworth pour empêcher l'accès des eaux norvégiennes aux forces allemandes. Dans ce cadre, est aussi réalisée l'opération Wilfred visant à la pose de mines afin de perturber les déplacements de navires allemands dans la mer de Norvège.
Rapidement après le départ de la flotte allemande, le 7 avril, les forces de Lütjens sont attaquées par des bombardiers britanniques, sans que cela ne fasse de dommage. Le 8 avril, l'Admiral Hipper et les destroyers allemands sont envoyés vers Narvik tandis que les deux grosses unités font une manœuvre de diversion dans le nord de la mer de Norvège. Au moment où l’Admiral Hipper prend la mer, il rencontre et engage le destroyer britannique HMS Glowworm qui venait d'être séparé des navires de l'amiral Whithworth. Bien que les deux cuirassés allemands soient proches, leur aide est jugée inutile. L’Admiral Hipper coule le Glowworm, avec quelques dégâts en retour. Les forces principales de Withworth voient le Scharnhorst et le Gneisenau à 3h30 le 9 avril, ils se déplacent pour engager les cuirassés.
Les forces de Whithworth sont constituées du croiseur de bataille HMS Renown et des neuf destroyers restants. Les HMS Hotspur, HMS Hardy (en), HMS Havock et HMS Hunter sont des destroyers de la classe H, tandis que HMS Esk est un destroyer de classe E. Le HMS Ivanhoe, le HMS Icarus, et le HMS Impulsive sont des destroyers de classe I. Le HMS Greyhound est un destroyer de classe G. Le HMS Renown a été complètement reconstruit entre 1936 et 1939, avec des modifications sur les machines, le blindage et l'armement secondaire. Il reste équipé notamment de sa batterie principale de six canons de 381 mm
Les forces allemandes sont constituées par les deux cuirassés de la classe Scharnhorst, chacun équipé de neuf canons de 28,3 cm de calibre. Dans un engagement de près, les forces britanniques sont supérieures, mais dans un combat à distance la puissance de feu allemande est supérieure. En termes de vitesse, les forces allemandes sont aussi supérieures, les deux cuirassés allemands ayant une vitesse maximale de 32 nœuds contre 29 nœuds pour le croiseur britannique. Cependant ceux-ci sont plus lents que les destroyers anglais. Ainsi, Lütjens a clairement un avantage sur le HMS Renown, bien que la flotte allemande est significativement plus vulnérable aux attaques des destroyers de Whitworth.

## Bataille
À 4h30, le Gneisenau détecte le Renown sur son radar. De par les mauvaises conditions climatiques, aucune des deux flottes n'est capable d'engager l'autre avant 5h05, la mer déchaînée et la mauvaise visibilité empêchent les deux escadres d'engager un combat rapproché. Le Renown commence la bataille en attaquant le Gneisenau avec ses canons de 15 pouces. Les navires allemands ouvrent le feu à 5h08 avec le Gneisenau touchant deux fois le Renown avec ses canons de 11 pouces.

### Source de la traduction
- (en) Cet article est partiellement ou en totalité issu de l’article de Wikipédia en anglais intitulé « Action off Lofoten » (voir la liste des auteurs).